# Ламизана, Сангуле
Абубакар Сангуле Ламизана (фр. Aboubacar Sangoulé Lamizana; 31 января 1916, Дианра — 26 мая 2005, Уагадугу) — государственный и военный деятель Верхней Вольты (ныне Буркина-Фасо), генерал и второй президент страны.

## Биография
Сангуле Ламизана родился 31 января 1916 года в небогатой крестьянской семье. По вероисповеданию — мусульманин. Окончил региональную школу в Уахигуя, затем школу африканских офицеров в Сен-Луи (Сенегал).
С 1936 года находился на службе во французской колониальной армии, участвовал в боевых действиях в Индокитае и в Алжире. Во французской армии дослужился до военного звания капитан.
После провозглашения независимости Верхней Вольты Ламизана приступает к созданию национальных вооружённых сил. Пользовался популярностью среди населения Верхней Вольты. В 1967 году ему присваивается воинское звание бригадный генерал. После свержения в стране президента Мориса Ямеого 3 января 1966 года на следующий день занял пост президента Верхней Вольты, по требованию участников массовых демонстраций в Уагадугу. 8 января он сформировал новое правительство, в котором занял также посты премьер-министра, министра обороны и министра иностранных дел.
По плану Ламизаны, Верхняя Вольта должна была последующие 4 года управляться временным правительством, задачей которого было разработать к 1970 году новую Конституцию страны, согласно которой, по истечении следующих 4 лет в Верхней Вольте должно было избираться гражданское правительство.
Однако, после сильной засухи и неурожаев в начале 1970-х годов, в правительстве страны началась фракционная борьба, в результате которой Ламизана выступил против премьер-министра Ж. К. Уедраого, занимавшего этот пост с 1971 года, сместил его 8 февраля 1974 года и вновь объединил в своих руках власть президента и премьер-министра (добившись, таким образом, диктаторских полномочий).
При поддержке профсоюзов страны вновь избрался президентом Верхней Вольты в 1978 году, однако в 1980 был свергнут в результате бескровного военного переворота под руководством Сайе Зербо.
В 1984 году предстал перед Народным трибуналом Буркина Фасо по обвинению в злоупотреблениях, но был оправдан.
Его режим имел международное признание и президент США, Ричард Никсон, посетил Республику Верхняя Вольта с официальным визитом. 15 октября 1973 года Ламизана встретился с президентом Никсоном в Овальном кабинет и проинформировал его о засухе в Сахеле.